# Stuart Little 2
Stuart Little 2 ist eine US-amerikanische Filmkomödie von Rob Minkoff aus dem Jahr 2002. Der Film ist eine Fortsetzung zum Film Stuart Little aus dem Jahr 1999.

## Handlung
Nach den Abenteuern im ersten Film sind zwei Jahre vergangen. Stuarts menschliche Mutter ist nach seinen vergangenen Abenteuern nun sehr auf seine Sicherheit bedacht und verbietet fast alles, insbesondere als Stuart bei einem Fußballspiel nur knapp einer Verletzung entgeht. Und als Stuart allein an einem Flugzeugmodell von George weiter bastelt, kommt es erneut zu einem Unfall, als Stuart unvermittelt mit dem Flugzeug abhebt und aus dem Fenster fliegt. Der Flug endet in einer Bruchlandung im Central Park. George ist natürlich sauer über das zerstörte Modell, wirft es in eine Abfalltonne und wendet sich seinen menschlichen Freunden zu.
Stuart fühlt sich allein gelassen, kann aber kurz darauf vom Rückweg von der Schule den Kanarienvogel Margalo vor dem Angriff eines Falken retten. Er bietet ihm an, bei ihm und der Familie Little einzuziehen. Kurze Zeit später vermisst Stuarts menschliche Mutter Eleonor einen wertvollen Ring und Stuart vermutet, der sei in den Abfluss gefallen. Er lässt sich mit einem „Seil“ das Rohr hinunter, doch dieses reißt und Stuart droht in die Kanalisation zu stürzen. Da fliegt Margalo zu Hilfe und rettet ihn.
Als Margalo spurlos verschwindet, denkt Stuart Little, Margalo sei vom Falken entführt worden. Er bespricht das Problem mit seinem menschlichen Bruder George, der die nachfolgende Rettungsaktion deckt und dabei zum ersten Mal gegenüber seinen Eltern zu einer Lüge greift. Stuart und die Hauskatze Snowbell begeben sich auf die Suche nach dem Vogel. Sie erfahren vom Straßenkater Monty, dass das Nest des bösen Falken sich auf der Spitze des Pishkin Buildings befindet. Auf das Dach gelangt Stuart mit einem Luftballon und wird da vom Falken überrascht, der ihn darüber aufklärt, dass Margalo mit ihm zusammen arbeitet und der vorgebliche Angriff nur dazu gedient hat, dass Margalo in die Familie Little aufgenommen wird, um das Haus zum Stehlen auszuspionieren. Dann wirft er Stuart über die Dachkante und sperrt Margalo in eine Farbdose.
Snowbell ist endlich auch auf das Dach gelangt, hört Margalos Hilferufe und kann sie befreien. Sie halten Stuart für tot, doch der ist bei seinem Fall vom Dach in einen Müllwagen gefallen und hat den Sturz auf den Müllsäcken überlebt. Der Müll wird mit einem Schiff auf eine Müllinsel transportiert und beim Suchen einer Fluchtmöglichkeit, stößt Stuart unvermittelt auf das von George weggeworfene Flugzeugmodell. Er kann es notdürftig reparieren und fliegt zum Central Park, wo er gerade rechtzeitig ankommt, um Margalo vor einem Angriff des Falken zu retten. Der Falke stößt mit dem Flugzeug zusammen, verheddert sich im Propeller, Stuart fällt hinaus und kann von Margalo aufgefangen werden. Flugzeug und Falke landen nun im Müll, wo sich der Straßenkater Monty erfreut einer unverhofften Zwischenmahlzeit gegenübersieht.
Margalo verabschiedet sich von der Familie Little und schließt sich anderen Vögeln an, die nach Süden abfliegen. Im nächsten Sommer will sie aber zurückkehren.

## Kritiken
Kenneth Turan lobte in der Los Angeles Times vom 19. Juli 2002 die Bilder, die bei der Verwendung der Kamera SpyderCam gemacht würden. Sie würden das Gefühl des Vogelflugs schaffen. Die Charaktere der Eheleute Little seien derart „gewaltig vertrottelt“ („toweringly sappy“), dass sie unmöglich gut gespielt werden können, aber es sei keine Entschuldigung für Hugh Laurie und Geena Davis, dass diese Figuren weniger real als die Animationen wirken würden.

„Fortsetzung eines erfolgreichen Kinderfilms, der in bekannter Weise Real- und Trickszenen kombiniert, den hintergründigen Charme des Vorgängerfilms aber zu Gunsten kindgerechter Materialschlachten vernachlässigt.“

## Auszeichnungen
Der Film wurde im Jahr 2002 für den BAFTA Award und im Jahr 2003 für den Young Artist Award nominiert. Für die Spezialeffekte gewann er 2003 den Visual Effects Society Award und wurde in einer weiteren Kategorie für den gleichen Preis nominiert.

## Hintergrund
- Der Film wurde in New York City und in Kalifornien gedreht.[7] Das so genannte Pishkin Building, auf dessen Dach sich das Nest des bösen Falken befindet, ist nicht echt, sondern wurde von Andy Wang digital am Computer erschaffen.

- Die Produktion kostete schätzungsweise 120 Millionen US-Dollar. Der Film spielte in den Kinos der USA ca. 64,7 Millionen US-Dollar ein und ca. 99,8 Millionen US-Dollar in den anderen Ländern.[8]

- Der Film bleibt auch durch die Filmmusik von Alan Silvestri, sowie den Song „I’m Alive“, von Kristian Lundin und Andreas Carlsson, gesungen von Celine Dion in Erinnerung.

## Fortsetzung
Im Jahr 2005 folgte Stuart Little 3, welcher eine Direct-to-DVD-Produktion war. Der Film erreichte nicht mal ansatzweise den Erfolg der Vorgänger. Dieser ist ein reiner Zeichentrickfilm ohne echte Schauspieler.